# Hani Lips
Hannie Lips (Roterdam, 16. jul 1924. - Laren, 19. novembar 2012), poznata i kao tante Hani, bila je holandska televizijska spikerka.
Bila je prva spikerka koja je najavljivala program za decu. Bila je voditeljka 12. marta 1958. godine, treće Pesme Evrovizije, prve održane u Holandiji, zbog prošlogodišnje pobede Kori Broken.
Lips je takođe glumila u televizijskoj seriji "Hokus Pokus, dat kan ik ook" ("Hokus pokus, i ja to mogu) iz 1956. godine, te u filmu "Redt een kind", gde je glumila plesačicu zajedno sa Rudi Karelom.
Povukla se iz javnosti 1966. godine, završivši svoju karijeru.
Umrla je u 88. godini života.